# Himmelblaue Prunkwinde
Die Himmelblaue Prunkwinde, im Handel häufig als Kaiserwinde bezeichnet, (Ipomoea tricolor) ist eine Pflanzenart aus der Gattung der Prunkwinden (Ipomoea).

## Beschreibung
Die Himmelblaue Prunkwinde ist eine ausdauernde, krautige Pflanze, die als kahle Kletterpflanze Wuchshöhen von bis zu 4 Metern und eine Breite von etwa 1,5 m erreichen kann. Sie besitzt windende Stängel. Die wechselständigen, einfachen Laubblätter bestehen aus einem 1,5 bis 6 cm langen Blattstiel und einer herzförmigen, hellgrünen, 4 bis 12 cm langen, ganzrandigen und spitzen bis zugespitzten, dünnen, kahlen, papierigen Blattspreite. Vom Sommer bis in den Frühherbst erscheinen die großen (Länge bis 7 cm), trichterförmigen, blauen bis fliederfarbenen und gestielten Blüten mit doppelter Blütenhülle, mit weißem Zentrum, die sich morgens öffnen (daher der englische Name „Morning Glory“) und schon im Laufe des Tages verblühen.
Es werden kleine, kahle, zweikammerig und vierklappige, -samige Kapselfrüchte gebildet. Die Samen sind dunkelbraun und kurz behaart.

## Vorkommen
Sie stammt aus Mexiko. Sie ist in zahlreichen Ländern Afrikas und Südamerikas ein Neophyt.

## Verwendung

### Zierpflanze
Zahlreiche Sorten der Himmelblauen Prunkwinde mit verschiedenen Blütenfarben werden als Zierpflanzen gezogen. Die Sorte 'Heavenly Blue' und die sehr ähnliche 'Clarke's Himmelblau' werden besonders wegen ihrer auffälligen himmelblauen Blüten kultiviert. Bekannte Züchtungen sind 'Blue Star', 'Flying Saucers', 'Heavenly Blue Improved', 'Pearly Gates', 'Rainbow Flash', 'Summer Skies' und 'Wedding Bells'. Sie wird in unseren Gärten zumeist als einjährige Staude gezogen.
Wegen ihres starken und schnellen Wachstums und der üppigen Produktion an Samen werden die Pflanzen manchmal auch als Unkraut betrachtet.

### Konsum
Die Samen waren und sind den indigenen mexikanischen Stämmen aufgrund ihrer medizinischen (psychoaktiven) Eigenschaften (vergleiche den Begriff entheogen) unter dem Namen „Tlitliltzin“ (in Nahuatl) bekannt. Sie enthalten den Wirkstoff LSA, der auch LA-111 genannt wird. Durch das Einweichen der Samen in Wasser und den Konsum der entstehenden Emulsion können halluzinogene Rauschzustände erzielt werden. In den Samen sind Wirkstoffe mit psychotomimetischen und halluzinogenen Wirkstoffen enthalten.